# 中泰证券

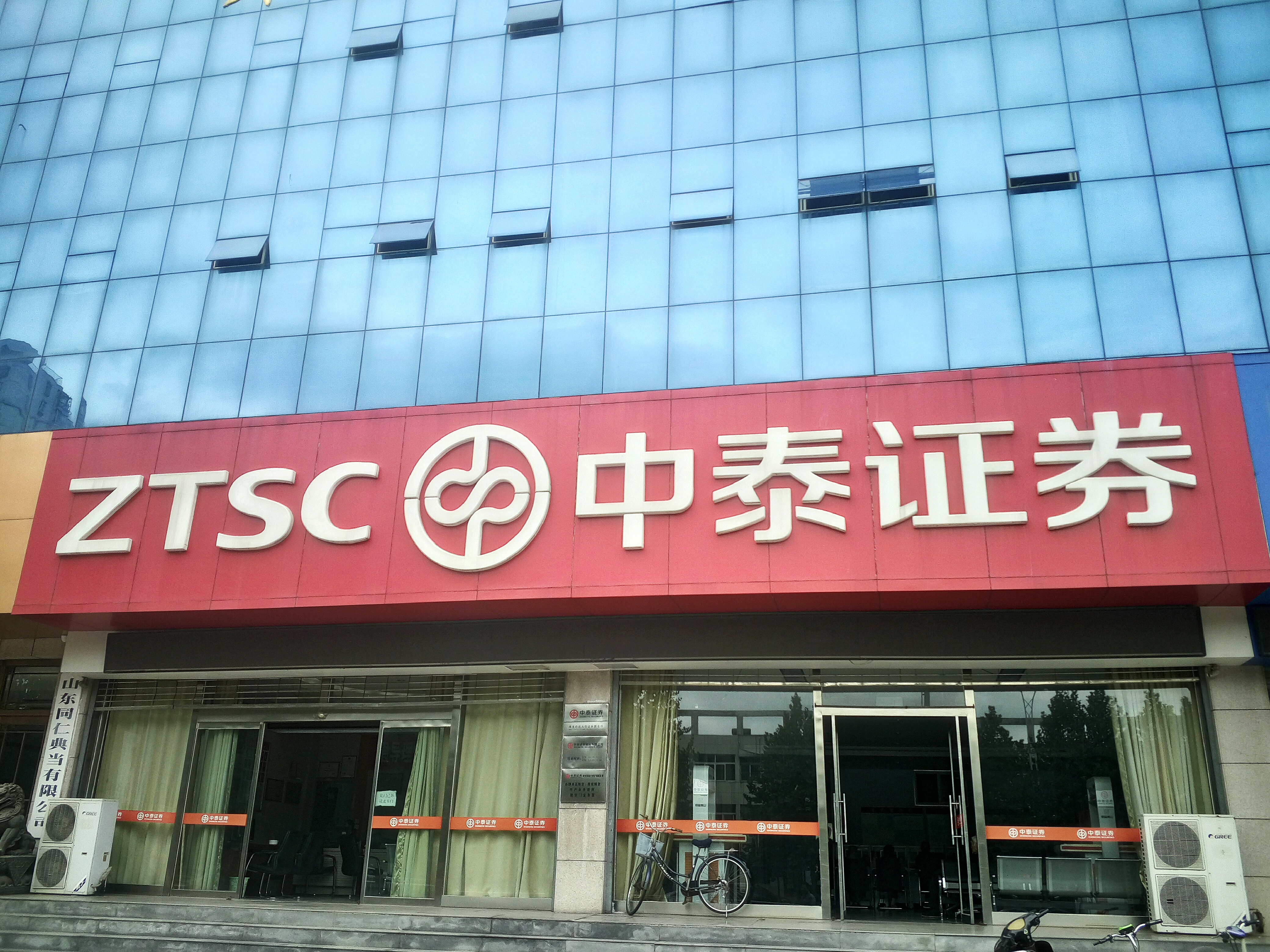
济南市钢城区的中泰证券营业厅

中泰證券股份有限公司（英語：Zhongtai Securities Company Limited；上交所：600918，简称：中泰证券），是山东省人民政府国有资产监督管理委员会监管的大型综合证券控股集团。總部位於濟南市。
公司前身為「齊魯證券有限公司」，在2001年，由原有山東省9家信託公司（包括山東省國際信託有限公司）旗下24家证券营业部联合组建當時「山东省齐鲁证券经纪有限公司」，已被中國證監會批准。其後2001年12月，东营市股份制发展服务中心、聊城企业产权交易服务中心、枣庄企业产权交易部、日照产权交易所、滨州市股份制发展服务中心、莱芜市股权证托管中心等6家场外股票交易机构改组为齐鲁证券的营业部。
2015年6月，中泰證券旗下鲁证期货（港交所：1461），是在2006年完成收購，計劃集資額約7.48億港元，全球發行2.75億H股，招股價為2.9至3.64港元，7月9日於港交所主板上市。
2015年9月，原齐鲁证券有限公司发布公告变更为「中泰证券股份有限公司」。在证监会公布的2016年证券公司分类结果中，中泰证券被评为A级。
現時為莱芜钢铁集团有限公司旗下公司，該公司業務在中國內地經營证券、基金、期货、直投、提供股权融资、债券融资服务。董事長為李玮，總經理為毕玉国。
2017年5月，重庆市第四中级人民法院在审理案件时证实，中泰证券在债券发行过程中，曾向重庆市发改委资金平衡处处长刘旗、高技术产业处处长熊玮、统筹城乡综合配套改革办公室改革试点处处长杨阳巨额行贿，被媒体称为小官巨腐案件的典型。
2021年7月24日，中国证券监督管理委员会发布《2021年证券公司分类结果》，其中中泰证券被评为A级，与2020年的AA级有所下降。

## 外部連結
- 中泰证券股份有限公司官网（页面存档备份，存于）